# Jens Brygmann
Jens Brygmann (født 10. december 1960) er en dansk skuespiller.
Brygmann er bror til skuespillerne Lars og Martin Brygmann. Han er uddannet fra Teaterskolen Holberg i 2001.

## Filmografi
- Fyrtårnet -kortfilm (2002)
- Klatretøsen (2002)
- Halalabad Blues (2002)
- sikkerhedsfilm for BornholmerFærgen årstal er ukendt

### Tv-serier
- Nikolaj og Julie (2002-2003)
- Ørnen (2004)